# Batalionul 22 de menținere a păcii
Batalionul 22 de menținere a păcii „Căști Albastre” este o unitate militară din cadrul Forțelor Terestre ale Armatei Naționale a Republicii Moldova, dislocată în cartierul Telecentru din sectorul Centru al municipiului Chișinăului. Batalionul „22” a depus jurământul de credință Republicii Moldova și poporului său la 11 mai 1999.
Militarii batalionului „22” sunt pregătiți pentru a participa în misiuni de menținere a păcii care beneficiază de legitimitate internațională sub mandatul Consiliului de Securitate al ONU, precum și în teatrele de operații sub egida Uniunii Europene.
La data de 13 noiembrie 2014 batalionul a fost suplinit cu 43 de vehicule militare 4x4 HMMWV (High Mobility Multipurpose Wheeled Vehicle) și 10 remorci ca donație din partea Guvernului Stator Unite militarilor batalionului respectiv participanți în misiunea de menținere a păcii din Kosovo, unde începând cu martie 2014 contingentele de militari ai batalionului execută misiuni de securitate, pază a obiectelor militare și de patrulare.
La data de 2 septembrie 2021 Batalionul 22 de menținere a păcii „Căști albastre” a fost decorat cu ordinul de stat „Credință Patriei” clasa I. Distincția a fost conferită pentru îndeplinirea ireproșabilă a datoriei de serviciu, curajul demonstrat de efectivul batalionului în cadrul misiunilor internaționale de menținere a păcii și asigurarea unui nivel înalt de pregătire a subunităților.
La data de 12 ianuarie 2023 batalionul a fost suplinit cu transportoare de tip „Piranha-3 H” din lotul oferit de Guvernul Republicii Federale Germania. Donația vine în baza Aranjamentului semnat cu partea germană și ca urmare a vizitei oficiale a ministrului Apărării german la Chișinău.
La data de 16 feruarie 2023 pacificatori din cadrul  batalionului au plecat în misiunea de menținere a păcii a Forței Interimare a Națiunilor Unite în Liban (UNIFIL), ei execută misiuni de securitate și pază a obiectivelor militare și de patrulare a ariei de responsabilitate, activând în cadrul contingentului italian.

## Legături externe
- În orășelul militar al Batalionului 22 Timpul.md
- Focuri de armă la Bălți! Batalionul 22 a efectuat un exercițiu de menținere a păcii (VIDEO) Arhivat în 29 noiembrie 2014, la Wayback Machine. Publika.md